# Кленовий (Макушинський округ)
Клено́вий (рос. Кленовый) — селище у складі Макушинського округу Курганської області, Росія. 
Населення — 188 осіб (2010, 200 у 2002).
Національний склад станом на 2002 рік:
- росіяни — 93 %